# Nematoplana hamata
Nematoplana hamata är en plattmaskart som beskrevs av Curini-Galletti, Oggaina och Casu 2002. Nematoplana hamata ingår i släktet Nematoplana och familjen Nematoplanidae. Inga underarter finns listade i Catalogue of Life.